# Tombusvirus
Genre
Espèces de rang inférieur
- espèce-type : Tomato bushy stunt virus

Tombusvirus est un genre de virus appartenant à la famille des Tombusviridae, sous-famille des Procedovirinae, qui contient 17 espèces acceptées par l'ICTV. Ce sont des virus à ARN à simple brin de polarité positive (ARNmc), rattachés au groupe IV de la classification Baltimore.
Ces virus infectent une vaste gamme de plantes-hôtes (phytovirus). 

## Structure
Les particules sont des virions non-enveloppés, parasphériques, à symétrie icosaédrique (T=3), d'environ 28 à 34 nm  de  diamètre. La capside est composée de 180 sous-unités protéiques, formées en 30 capsomères hexamériques.
Le génome, non segmenté (monopartite), est un ARN linéaire à simple brin de sens positif, dont la taille varie de 4,5 à 5,4 kbases.

## Liste des espèces
Selon ICTV :
- Artichoke mottled crinkle virus
- Carnation Italian ringspot virus
- Cucumber Bulgarian latent virus
- Cucumber necrosis virus
- Cymbidium ringspot virus
- Eggplant mottled crinkle virus
- Grapevine Algerian latent virus
- Havel River virus
- Lato River virus
- Limonium flower distortion virus
- Moroccan pepper virus
- Neckar River virus
- Pelargonium leaf curl virus
- Pelargonium necrotic spot virus
- Petunia asteroid mosaic virus
- Sitke waterborne virus
- Tomato bushy stunt virus